# Paralympische Winterspelen 1984
De IIIe Paralympische Winterspelen werden in 1984 gehouden in Innsbruck, Oostenrijk.

## Sporten
Tijden deze spelen stonden er drie sporten op het programma.
Tussen haakjes staat het aantal onderdelen per sport, de sporten tijdens deze Spelen waren:
Alpineskiën (62)
Langlaufen (35)
Priksleeën(16)

## Medaillespiegel
Het IPC stelt officieel geen medaillespiegel op, maar geeft desondanks een medailletabel ter informatie. In de spiegel wordt eerst gekeken naar het aantal gouden medailles, vervolgens de zilveren medailles en tot slot de bronzen medailles.
De onderstaande tabel geeft de top-10. In de tabel heeft het gastland een blauwe achtergrond. België en Nederland wonnen geen medailles.
| Plaats | Land                     | NPC | Goud | Zilver | Brons | Totaal |
| 1      | Oostenrijk               | AUT | 34   | 19     | 17    | 70     |
| 2      | Finland                  | FIN | 19   | 9      | 6     | 34     |
| 3      | Noorwegen                | NOR | 15   | 13     | 13    | 41     |
| 4      | Bondsrepubliek Duitsland | FRG | 10   | 14     | 10    | 34     |
| 5      | Verenigde Staten         | USA | 7    | 14     | 14    | 35     |
| 6      | Zweden                   | SWE | 7    | 2      | 5     | 14     |
| 7      | Zwitserland              | SUI | 5    | 16     | 16    | 37     |
| 8      | Frankrijk                | FRA | 4    | 2      | 0     | 6      |
| 9      | Polen                    | POL | 3    | 2      | 8     | 13     |
| 10     | Canada                   | CAN | 2    | 8      | 4     | 14     |

## Deelnemende landen
Het IPC geeft aan dat 22 landen meededen en geeft bovendien aan dat de volgende 21 Nationaal Paralympisch Comités tijdens de Spelen door een of meerdere sporters werden vertegenwoordigd: